# Oxyprosopus cylindricus
Oxyprosopus cylindricus är en skalbaggsart som beskrevs av Bates 1879. Oxyprosopus cylindricus ingår i släktet Oxyprosopus och familjen långhorningar.
Artens utbredningsområde är Sierra Leone. Inga underarter finns listade i Catalogue of Life.